# Liste des musées de Cornouailles
Cette liste des musées de Cornouailles, Angleterre contient des musées qui sont définis dans ce contexte comme des institutions (y compris des organismes sans but lucratif, des entités gouvernementales et des entreprises privées) qui recueillent et soignent des objets d'intérêt culturel, artistique, scientifique ou historique. leurs collections ou expositions connexes disponibles pour la consultation publique. Sont également inclus les galeries d'art à but non lucratif et les galeries d'art universitaires. Les musées virtuels ne sont pas inclus.

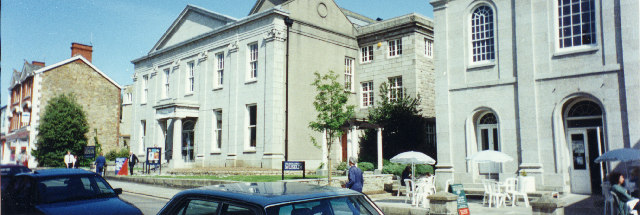
Le Royal Cornwall Museum

## Musées
| Nom                                                     | Image | Ville              | District     | Type                        | Résumé |
| ------------------------------------------------------- | ----- | ------------------ | ------------ | --------------------------- | --- |
| Antony House                                            |       | Antony             | Cornouailles | Maison historique           | Opéré par le National Trust, début du XVIIIe siècle, propriété avec des jardins, propose de belles collections de peintures, de meuble et de textile |
| Barbara Hepworth Museum                                 |       | St Ives            | Cornouailles | Art                         | L'atelier et les œuvres de la sculptrice du XXe siècle Barbara Hepworth |
| Bodmin Jail                                             |       | Bodmin             | Cornouailles | Prison                      | Ancienne prison et expositions sur les criminels locaux. |
| Bodmin Town Museum                                      |       | Bodmin             | Cornouailles | Local                       | website, histoire, culture, industrie, histoire naturel, transport |
| Callington Heritage Centre                              |       | Callington         | Cornouailles | Local                       | website, histoire, culture, exploitation minière, agriculture |
| Camborne School of Mines Museum                         |       | Tremough           | Cornouailles | Mine                        | exploitation minière et géologie |
| The Castle, Bude                                        |       | Bude               | Cornouailles | Multiple                    | website, histoire, culture, Bude Canal, maritime, chemin de fer, des expositions d'art; autrefois la maison victorienne de l'inventeur Sir Goldsworthy Gurney |
| Charlestown Shipwreck & Heritage Centre                 |       | Charlestown        | Cornouailles | Maritime                    | website, histoire de la plongée, le sauvetage et les épaves, aussi l'exploitation minière et des minéraux |
| Constantine Heritage Centre                             |       | Constantine        | Cornouailles | Local                       | website, histoire, culture, exploitation minière, agriculture |
| Cornish Mines and Engines                               |       | Pool               | Cornouailles | Mine                        | Collection de maisons de moteur, beam engines et un centre de découverte du patrimoine industriel |
| Cornwall's Regimental Museum                            |       | Bodmin             | Cornouailles | Militaire                   | Duke of Cornwall's Light Infantry artefacts régimentaires et de l'histoire |
| Cotehele                                                |       | Calstock           | Cornouailles | Maison historique           | Exploité par le National Trust, Maison Tudor à colombages avec des tapisseries, des textiles, des armes et des armures, étain, laiton et mobilier en chêne vieux, jardins |
| Davidstow Airfield Cornwall at War Museum               |       | Davidstow          | Cornouailles | Militaire                   | Histoire d'un terrain d'aviation de la seconde guerre mondiale, et de la vie militaire dans la région. |
| Davidstow Moor RAF Memorial War Museum                  |       | Davidstow          | Cornouailles | Militaire                   | Installé dans le bloc de douche des anciens sergents, histoire picturale de l'aérodrome des années de guerre avec des souvenirs locaux |
| Elliott's Shop                                          |       | Saltash            | Cornouailles | Historique                  | website, épicerie historique, exploité par la Tamar Protection Society |
| The Exchange                                            |       | Penzance           | Cornouailles | Art                         | Lieu satellite de la Newlyn Art Gallery, art contemporains |
| Falmouth Art Gallery                                    |       | Falmouth           | Cornouailles | Art                         | Caractéristiques travaux de maîtres anciens, les grands artistes victoriens, Impressionnistes britanniques, artistes maritimes, les illustrateurs de livres pour enfants, des automates, des peintres contemporains et graveurs                                                                                |
| Flambards Experience                                    |       | Helston            | Cornouailles |                             | Parc d'attractions avec des expositions, de musée de boutiques victoriennes et des maisons, la vie en Grande-Bretagne au cours du Blitz, l'aviation et de la science |
| Fowey Museum                                            |       | Fowey              | Cornouailles | Local                       | information, histoire, la culture |
| Geevor Tin Mine                                         |       | Pendeen            | Cornouailles | Mine                        | Ancienne mine d'étain |
| Gerrans Parish Heritage Centre                          |       | Gerrans            | Cornouailles | Local                       | website, histoire, culture |
| Godolphin House                                         |       | Godolphin Cross    | Cornouailles | Maison historique           | Exploité par le National Trust, Manoir Tudor/Stuart manoir avec jardins |
| Grampound with Creed Heritage Centre                    |       | Grampound          | Cornouailles | Local                       | website, histoire |
| Hayle Heritage Centre                                   |       | Hayle              | Cornouailles | Local                       | website, Exploité par le Harvey’s Foundry Trust |
| Heartlands                                              |       | Pool               | Cornouailles | Former Tin Mine, Local, Art | La régénération de l'ancien terrain minier. Elle dispose d'une exposition interactive sur le patrimoine minier des Cornouailles, une maison de moteur de faisceau restauré, jardins botaniques, ateliers d'artistes, aire de jeux et de la rivière Red Cafe. Entrée libre                                      |
| Helston Museum                                          |       | Helston            | Cornouailles | Local                       | Histoire, culture, l'art, l'archéologie, l'exploitation minière, la pêche, l'agriculture, les costumes |
| Jamaica Inn                                             |       | Bolventor          | Cornouailles | Multiple                    | Elle dispose d'un musée avec des expositions sur la contrebande dans la région et le rôle de l'auberge, et auteur Daphne du Maurier |
| John Betjeman Centre                                    |       | Wadebridge         | Cornouailles | Biographique                | website, des œuvres et des souvenirs du poète et auteur John Betjeman, situé dans la Gare de Wadebridge |
| King Edward Mine Museum                                 |       | Camborne           | Cornouailles | Mine                        | Ancienne mine d'étain |
| Lanhydrock                                              |       | Helston            | Cornouailles | Maison historique           | Exploité par le National Trust, haute maison de campagne de style victorien avec des jardins |
| Launceston Steam Railway                                |       | Launceston         | Cornouailles | Rail                        | Patrimoine du chemin de fer avec le musée des transports vintage et machines dans la station |
| Lawrence House Museum                                   |       | Launceston         | Cornouailles | Local                       | 1753 maison géorgienne avec des expositions sur l'histoire locale |
| Leach Pottery                                           |       | St Ives            | Cornouailles | Art                         | XXe siècle l'art de studio de poterie |
| Levant Mine and Beam Engine                             |       | Trewellard         | Cornouailles | Mine                        | Centre d'accueil pour l'ex-mine de cuivre et d'étain, le travail moteur de faisceau à vapeur |
| Liskeard and District Museum                            |       | Liskeard           | Cornouailles | Local                       | website, histoire, culture |
| Lizard Lighthouse Heritage Centre                       |       | Lizard Point       | Cornouailles | Maritime                    | Histoire et rôle du phare |
| Looe Museum                                             |       | Looe               | Cornouailles | Local                       | information, exposition sur l'histoire, la culture, la pêche, l'exploitation minière |
| Lostwithiel Museum                                      |       | Lostwithiel        | Cornouailles | Local                       | information, histoire, culture, l'exploitation minière |
| Luxulyan Museum and Heritage Centre                     |       | Luxulyan           | Cornouailles | Local                       | information, histoire, culture |
| Marazion Museum                                         |       | Marazion           | Cornouailles | Local                       | website, histoire, culture, l'exploitation minière, agriculture |
| Mary Newman's Cottage                                   |       | Saltash            | Cornouailles | Maison historique           | website, période du XVIIe siècle Elizabethan cottage, réputée la maison de l'explorateur Sir Francis Drake et de sa première femme, exploité par la Tamar Protection Society |
| Mevagissey Museum                                       |       | Mevagissey         | Cornouailles | Local                       | website, histoire, la culture, la pêche, le transport maritime, la contrebande |
| Moseley Industrial Narorow Gauge Tramway and Toy Museum |       | Tolgus Mount       | Cornouailles | Jouet, Rail                 | « website »(Archive.org • Wikiwix • Archive.is • Google • Que faire ?), ouverte sur rendez-vous, jouets vintages, mises en page de trains miniatures, des souvenirs de chemin de fer, des promenades en train à voie étroite                                                                                   |
| Mount Edgcumbe House                                    |       | Cremyll            | Cornouailles | Maison historique           | grande maison du XVIe siècle restauré à la période du XVIIIe siècle, avec l'art, tapisseries, porcelaines, jardins, |
| Museum of Witchcraft                                    |       | Boscastle          | Cornouailles | Histoire                    | Sorcellerie et Wiccan artefacts |
| National Maritime Museum Cornwall                       |       | Falmouth           | Cornouailles | Maritime                    | Accueil de la Collection nationale Small Boat, des expositions sur l'histoire maritime de la Cornouailles, la conservation du bateau et la construction de bateaux expérimental. abrite également la bibliothèque Bartlett de livres et d'archives, en particulier concernant l'histoire maritime de Falmouth. |
| Newlyn Art Gallery                                      |       | Newlyn             | Cornouailles | Art                         | Art contemporain |
| Newquay Heritage Archive & Museum                       |       | Newquay            | Cornouailles | Local                       | website, exploité par le Newquay Old Cornwall Society |
| North Cornwall Museum and Art Gallery                   |       | Camelford          | Cornouailles | Multiple                    | histoire, l'art, de l'agriculture et des articles ménagers locaux, Cornish et Devonshire poterie, industriels et outils de commerçants |
| Padstow Museum                                          |       | Padstow            | Cornouailles | Local                       | website, histoire, culture, maritime |
| Pencarrow                                               |       | Bodmin             | Cornouailles | Maison historique           | manoir et jardins du XVIIIe siècle |
| Pendennis Castle                                        |       | Falmouth           | Cornouailles | Militaire                   | Forteresse construite par Henry VIII |
| Penlee House                                            |       | Penzance           | Cornouailles | Art                         | Peintures par les membres de la Newlyn School |
| Penryn Museum                                           |       | Penryn             | Cornouailles | Local                       | information, histoire, culture |
| Perranzabuloe Museum                                    |       | Perranporth        | Cornouailles | Local                       | website, histoire, la culture, l'exploitation minière, la pêche, l'agriculture |
| Poldark Mine                                            |       | Wendron            | Cornouailles | Mine                        | Ancienne mine d'étain |
| Polperro Heritage Museum of Smuggling and Fishing       |       | Polperro           | Cornouailles | Maritime                    | website |
| Port Eliot                                              |       | St Germans         | Cornouailles | Maison historique           | Pavillon immobilier, jardins, musée du folklore |
| Porthcurno Telegraph Museum                             |       | Porthcurno         | Cornouailles | Technologie                 | Histoire de câbles télégraphiques |
| Prideaux Place                                          |       | Padstow            | Cornouailles | Maison historique           | Pavillon de portraits royaux et de la famille, de beaux meubles, la collection Prideaux Porcelaine, jardins |
| Redruth Old Cornwall Society Museum                     |       | Redruth            | Cornouailles | Local                       | information, histoire, la culture, l'exploitation minière, des articles ménagers |
| Royal Cornwall Museum                                   |       | Truro              | Cornouailles | Multiple                    | Art, archéologie, histoire locale, l'histoire naturelle, la géologie, les arts décoratifs, des pièces de monnaie, objets de la culture égyptienne et monde |
| Saltash Museum                                          |       | Saltash            | Cornouailles | Local                       | website, Exploité par le Saltash Heritage, histoire, la culture, les archives photographiques et documents, archéologie locale |
| Shire Horse Farm and Carriage Museum                    |       | Redruth            | Cornouailles | Transport                   | website, ferme équestre et collection de calèches tirées par des chevaux |
| St Agnes Museum                                         |       | St Agnes           | Cornouailles | Local                       | website, histoire, la culture, l'exploitation minière, des minéraux, maritime |
| St Hilary Heritage Centre                               |       | St Hilary          | Cornouailles | Local                       | Situé dans l'église paroissiale |
| St Ives Museum                                          |       | St Ives            | Cornouailles | Local                       | information, histoire, la culture, l'exploitation minière, la pêche, l'agriculture |
| St Michael's Mount                                      |       | St Michael's Mount | Cornouailles | Maison historique           | Exploité par le National Trust, visites guidées du château |
| Stuart House                                            |       | Liskeard           | Cornouailles | Local                       | website, maison ville de la fin médiévale, des expositions sur la guerre civile anglaise |
| Tate St Ives                                            |       | St Ives            | Cornouailles | Art                         | Le travail par des artistes britanniques modernes, y compris les travaux de la St Ives School |
| Tintagel Old Post Office                                |       | Tintagel           | Cornouailles | Philatélie                  | Exploité par le National Trust, bureau de poste du XIXe siècle dans la ferme d'un yeoman du XIVe siècle |
| Tolgus Tin Mill                                         |       | Tolgus Mount       | Cornouailles | Mine                        | website, usine d'étain, accueille également la Old Cornwall Society Town Museum |
| Trerice                                                 |       | Newquay            | Cornouailles | Maison historique           | Exploité par le National Trust, Elizabethan manor house, orchard, lawn mower collection |
| Valhalla Museum                                         |       | Tresco             | Cornouailles | Maritime                    | expositions en plein air, y compris figures de proue, nom-conseils et d'autres sculptures décoratives de l'époque de la voile |
| Wayside Folk Museum                                     |       | Zennor             | Cornouailles | Local                       | Histoire et culture locales. |
| Wheal Martyn China Clay Country Park                    |       | Treverbyn          | Cornouailles | Industrie                   | website, china clay industrie minière, les communautés d'argile locales et l'industrie moderne de l'argile de porcelaine |

## Musées fermés

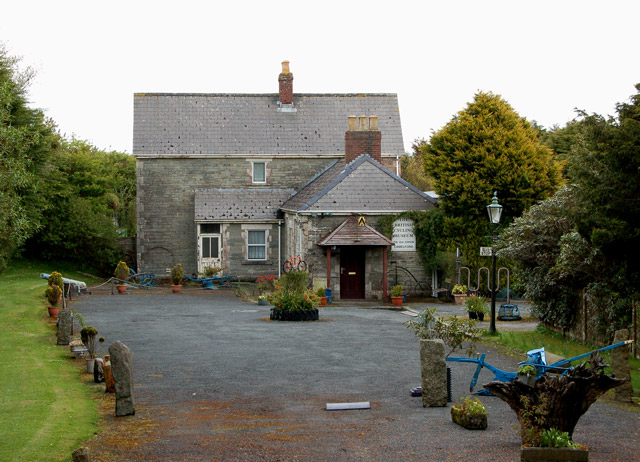
L'ancien Musée britannique du cycle à la Camelford Station

- Barnes Museum of Cinematography, St Ives[3],[4]
- British Cycling Museum, Camelford Station, Camelford[5]
- Cornwall Geological Museum, Penzance
- Trevarno. Fermé en 2012. Il incluait le musée national du jardinage, des jardins, des bosquets, et une serre équatoriale.
- Trinity House National Lighthouse Museum, Penzance